# Ängelholms kommun
Ängelholms kommun er en kommune i Skåne län (Skåne) i Sverige.

## Byer i kommunen
- Ängelholm (kommunesæde)
- Munka-Ljungby
- Vejbystrand
- Strövelstorp
- Hjärnarp
- Skepparkroken
- Svenstorp
- Höja